# 江西公共銀行
江西公共銀行是1923年所創辦的，由江西善後討論會組織，其運營形式為官督商辦，額定資本為100萬元，實收23萬，後來收到官股25萬，以公債抵充。總行行址設在南昌。
江西公共銀行發行嗰貨幣有1元、5元、10元的銀元券，總共21萬（也有30萬的說法 ）；10枚、100枚的銅元票，總共20萬串。

江西公共銀行的金融信用不够雄厚，在1925年後江西的銀價瘋漲，其發行利益損失精光。最後它的官股部份合併到江西銀行。 1926年，江西公共銀行正式宣告關閉，以前發行的紙幣全部回收。
1. ↑  《中央銀行月報》，第2卷第2、3合號，1933年1、2月